# Jamie Chamberlain
Jamie Chamberlain (ur. 2 sierpnia 1981 w Sarnii) – kanadyjski hokeista.

## Kariera klubowa
- University of Michigan
- Peterborough Petes (1998–2002)
  -  Kingston Frontenacs (2011)
- University of Western Ontario (2002–2006)
  -  Reading Royals (2006)
- Hannover Indians (2006–2012)

W 1999 roku wybrany z numerem 265 w dziewiątej rundzie draftu do NHL. Jednak w lidze tej nigdy nie rozegrał żadnego spotkania. Przez kilka lat występował w kanadyjskiej lidze OHL. Od 2006 roku występował w niemieckiej drużynie Hannover Indians w 2. Bundeslidze (tam stał się prawdziwą gwiazdą, co sezon zdobywając po kilkadziesiąt bramek i asyst. Po sezonie 2011/2012 w lipcu 2012 zakończył karierę.